# 迷你以色列
31°50′32.97″N 34°58′2.1″E / 31.8424917°N 34.967250°E

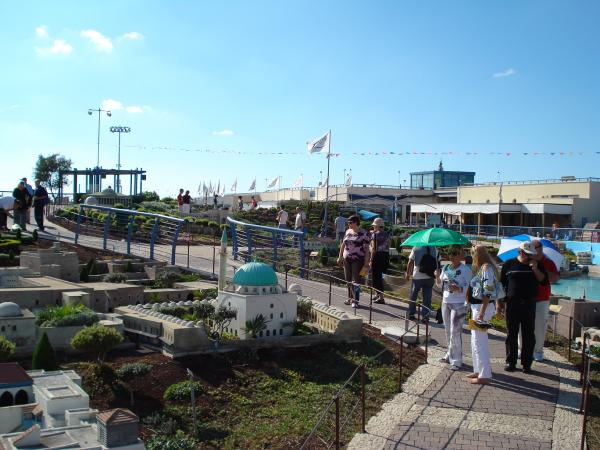
園內的al-Jazzar清真寺模型

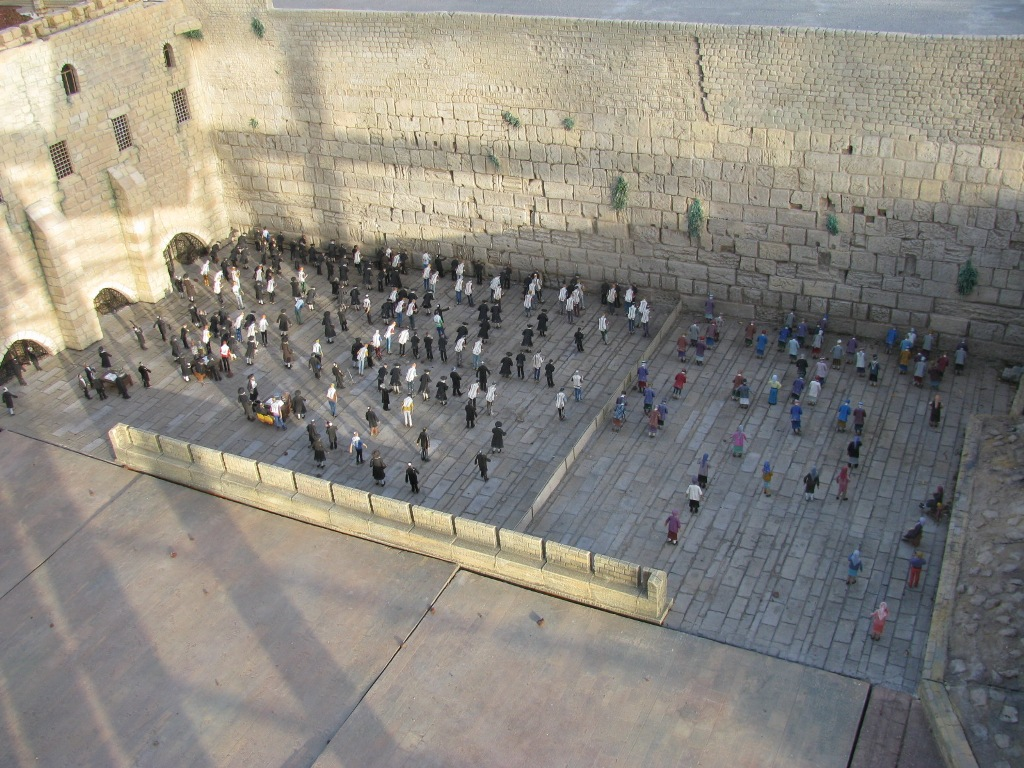
園內的西墙模型

迷你以色列（希伯来语：‎）是以色列的一个缩影公园，位于阿亚隆谷，在拉特伦附近。

## 历史
2002年11月开业，園內有數百個以色列建筑和地标的縮小版複製模型。旅游景点包括约350个微缩模型，其中大部分是按照實物以1比25的比例仿製。